# كلاتة نو (كنار شهر)
كلاتة نو (بالفارسية: کلاته نو) هي قرية تقع في إيران في قسم كنار شهر الريفي. يقدر عدد سكانها بـ 821 نسمة .